# Saint-Georges-d'Espéranche
Saint-Georges-d'Espéranche is een gemeente in het Franse departement Isère (regio Auvergne-Rhône-Alpes). De plaats maakt deel uit van het arrondissement Vienne. Saint-Georges-d'Espéranche telde op 1 januari 2022 3.500 inwoners. 

## Geografie
De oppervlakte van Saint-Georges-d'Espéranche bedroeg op 1 januari 2022 24,65 vierkante kilometer; de bevolkingsdichtheid was toen 142 inwoners per km².

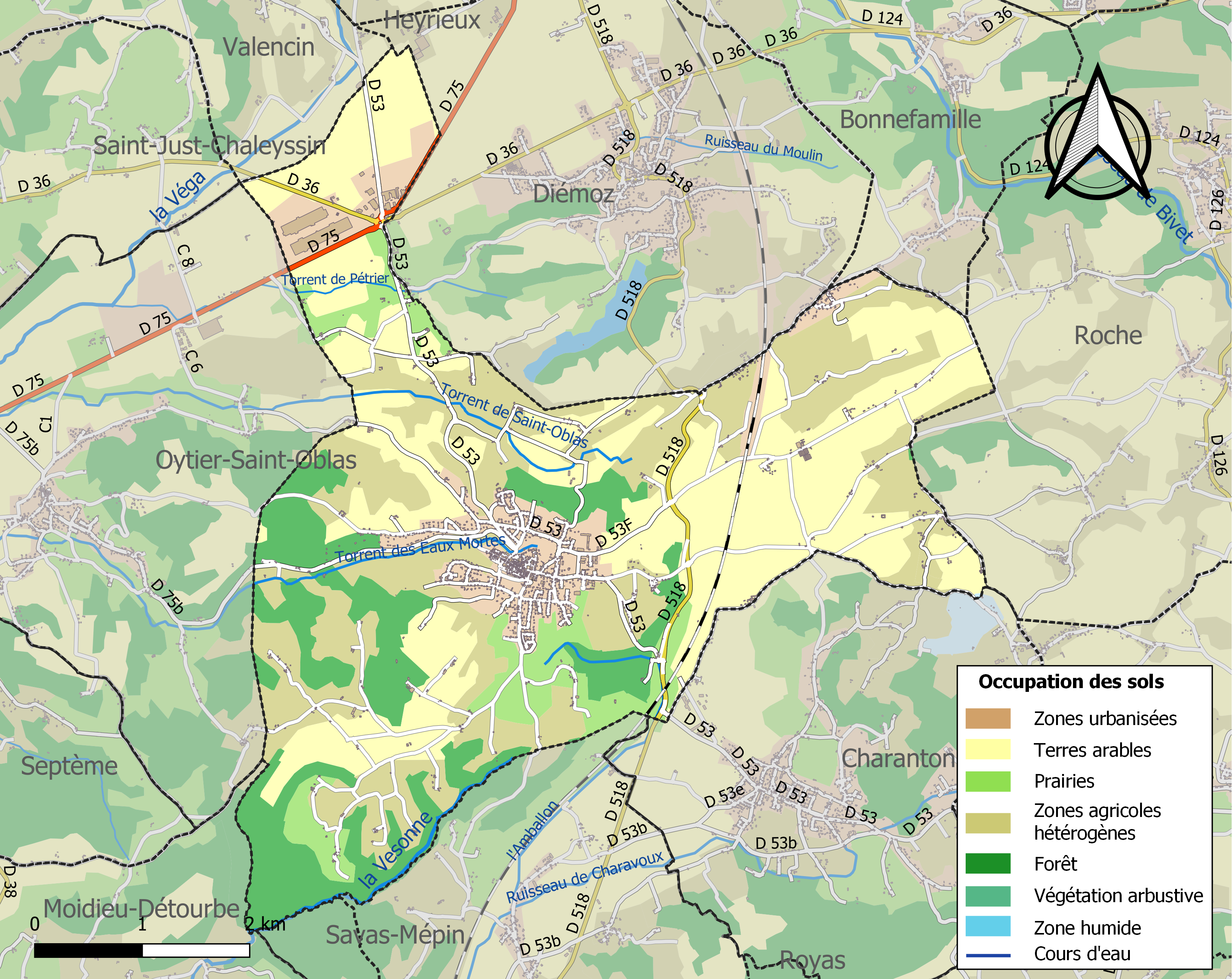
Kaart van de gemeente met de belangrijkste infrastructuur, bodemgebruik en omliggende gemeenten

## Demografie
Onderstaande figuur toont het verloop van het inwonertal (bron: INSEE-tellingen).